# Gwen Verdon
Gwenyth Evelyn Verdon (Culver City, 13 de enero de 1925 - Woodstock, 18 de octubre de 2000), más conocida como Gwen Verdon, fue una actriz y bailarina estadounidense. Ganó cuatro Premios Tony por sus interpretaciones en comedias musicales, y trabajó como ayudante de coreografía no acreditada y entrenadora de baile especializada para teatro y cine. Verdon fue una actriz aclamada por la crítica en Broadway en las décadas de 1950, 1960 y 1970, donde interpretó muchos papeles en musicales, como Lola en Damn Yankees, el personaje principal de Sweet Charityy Roxie Hart en Chicago.

## Biografía
Verdon nació en Culver City, California, segunda hija de Gertrude Lilian (de soltera Standring) y Joseph William Verdon, ambos inmigrantes británicos en Estados Unidos a través de Canadá. Su hermano era William Farrell Verdon, su padre era electricista en los estudios MGM Studios, y su madre era una antigua vaudevillian del grupo de baile Denishawn, además de profesora de baile.
Cuando era pequeña, sufría raquitismo, lo que hizo que otros niños la llamaran «Gimpy», y pasó sus primeros años con botas y aparatos ortopédicos rígidos para las piernas. A los tres años, su madre la apuntó a clases de danza. Los cursos de ballet fortalecieron sus piernas y agilizar sus movimientos.
A los seis años ya bailaba en el escenario. Estudió múltiples formas de danza, desde claqué, jazz, bailes de salón y flamenco hasta balinés. También estudió malabares. A los 11 años, apareció como bailarina solista en la película romántica musical The King Steps Out (1936), dirigida por Josef von Sternberg y protagonizada por Grace Moore y Franchot Tone. Estudió en el instituto Hamilton High School de Los Ángeles y estudió con el entusiasta del ballet Ernest Belcher. Mientras estaba en el instituto, fue elegida para un revival de Show Boat.
En 1942, los padres de Verdon le pidieron que se casara con un amigo de la familia y periodista sensacionalista, James Henaghan, después de que él la dejara embarazada a los 17 años, y ella abandonó su carrera de bailarina para criar a su hijo. En 1945, apareció como bailarina en la película musical Blonde From Brooklyn. Tras su divorcio, confió a su hijo Jimmy al cuidado de sus padres.

## Trayectoria
Rápidamente, Verdon consiguió trabajo como asistente del coreógrafo Jack Cole quien trabajaba conjuntamente en Broadway y en los estudios de cine de Hollywood. Durante cinco años como empleada de Cole, tuvo pequeños roles en películas musicales como Speciality Dancer. También fue instructora de baile para artistas que se convertirían en estrellas como Jane Russell, Gene Kelly, Fernando Lamas, Lana Turner, Betty Grable y Marilyn Monroe.
Verdon empezó en Broadway pasando de un coro a otro. Su gran éxito llegó finalmente cuando el coreógrafo Michael Kidd la contrató como segunda protagonista femenina en el musical de Cole Porter Can-Can (1953), protagonizado por la prima donna francesa Lilo. Los críticos de fuera de la ciudad elogiaron la interpretación de Verdon de Eva en el ballet El jardín del Edén como una actuación que eclipsó a la estrella del espectáculo, quien supuestamente exigió que el papel de Verdon se redujera a sólo dos números de baile. Con su papel reducido a poco más que una parte de conjunto, Verdon anunció formalmente su intención de abandonar cuando el espectáculo se estrenara en Broadway. Sin embargo, su actuación en El jardín del Edén la noche del estreno fue tan bien recibida que el público gritó su nombre hasta que la sorprendida actriz fue sacada de su camerino en toalla para subir al telón. Verdon recibió un aumento de sueldo y su primer Premio Tony por su actuación. 
El mayor éxito comercial y de crítica de Verdon fue su siguiente espectáculo, Damn Yankees (1955), de George Abbott, basado en la novela The Year the Yankees Lost the Pennant. El musical duró 1.019 representaciones. Verdon ganó otro Tony y se fue a Hollywood para repetir su papel en la versión cinematográfica de 1958 Damn Yankees, famosamente cantando «Whatever Lola Wants». (Se puede ver a Fosse formando pareja con ella en el dúo original mambo «Who's Got the Pain». Con su cabello rojo e irreverente actitud, Verdon fue considerada la mejor bailarina de Broadway entre los años cincuenta y sesenta, y siempre sería identificada por su papel como Lola en este musical.
Verdon ganó otro Tony por su interpretación en el musical New Girl in Town como una chica con mala suerte que huye de su pasado como prostituta. Ganó su cuarto Tony por el musical de misterio y asesinato Redhead, el debut en Broadway de Fosse como director y coreógrafo. En 1960, Fosse y Verdon se casaron.
En 1966, Verdon volvió a los escenarios en el papel de Charity en Sweet Charity, que, como muchos de sus anteriores triunfos en Broadway, fue coreografiada y dirigida por su marido Fosse. El espectáculo se basa libremente en el guion de Federico Fellini para Las noches de Cabiria. Le siguió una versión cinematográfica protagonizada por Shirley MacLaine como Charity, con Ricardo Montalbán, Sammy Davis Jr. y Chita Rivera, con Fosse al frente de su primera película como director y coreógrafo. Verdon colaboró en la coreografía. Los números incluyen los famosos «Big Spender», «Rhythm of Life», «If My Friends Could See Me Now» y «I'm a Brass Band». Verdon también viajó a Berlín para ayudar a Fosse con Cabaret, la película musical por la que ganó un Oscar de la Academia al Mejor Director.
Aunque distanciados como pareja, Verdon siguió colaborando con Fosse como intérprete y coreógrafa. En la producción de Broadway de 1975 del musical dirigido por Fosse Chicago, Verdon interpretó el papel de la asesina Roxie Hart frente a la Chita Rivera de Velma Kelly.  Aunque el musical fue casi universalmente criticado, la crítica lo comparó desfavorablemente con Cabaret, Gwen Verdon fue objeto de elogios: su actuación fue «deliciosa», escribió el crítico teatral del NY Times. Verdon también colaboró en el canto de Fosse al baile de Broadway en el musical Dancin(1978), así como en la película autobiográfica de Fosse All That Jazz (1979).La compañera/pareja interpretada por Leland Palmer en esa película está basada en el papel que Verdon desempeñó en la vida real de Fosse. También desarrolló una estrecha relación laboral con la pareja sentimental de Fosse durante seis años, la bailarina de Broadway Ann Reinking, trabajando como instructora de las clases de teatro musical de Reinking.
Después de la versión teatral de 1975 de Chicago, Verdon se centró en la interpretación cinematográfica, interpretando papeles de personaje en películas como The Cotton Club (1984), Cocoon (1985) y Cocoon: The Return (1988). Obtuvo varias nominaciones a los Emmy por sus actuaciones como actriz invitada en programas de televisión, incluidas las nominaciones por sus apariciones en Magnum, P.I. (1988), Dream On (1993) y Homicide: Life on the Street (1993). Sus papeles cinematográficos continuaron en películas de prestigio, como la madre del personaje principal de Mia Farrow en la película de Woody Allen Alice (1990) y la excéntrica tía Ruth en Marvin's Room (1996), coprotagonizada por Meryl Streep, Diane Keaton y Leonardo DiCaprio.  Otros papeles cinematográficos incluyen el de Alora en Caminando por Egipto (1999) y Bruno, estrenada en 2000.
En 1999, Verdon ejerció de asesora artística en el musical de Broadway que retomaba coreografías clásicas de Fosse. Llamada simplemente Fosse, sin ninguna narrativa formal, la revista fue concebida y codirigida por Richard Maltby Jr. y Ann Reinking. (La hija de Verdon con Fosse, la intérprete Nicole Fosse recibió un crédito de «agradecimiento especial»).  Con críticas elogiosas, «Fosse» se representó durante 1000 funciones en Broadway y recogió 4 Tonys, incluido el Premio Tony al Mejor Musical.

## Vida personal
Verdon se casó dos veces y tuvo dos hijos. En 1942 se casó con el periodista sensacionalista James Archibald Henaghan. Tuvieron un hijo, Jim, al año siguiente y se divorciaron en 1947. En 1960, Verdon se casó con el coreógrafo Bob Fosse. Tuvieron una hija, Nicole Fosse, en 1963. Las relaciones extramatrimoniales de Fosse pusieron a prueba su matrimonio y, en 1971, Verdon y Fosse se separaron, pero nunca se divorciaron. Ella mantuvo relaciones con el actor Scott Brady y el actor Jerry Lanning, hijo de Roberta Sherwood. Verdon estaba junto a Fosse en el revival del musical Sweet Charity en 1987, protagonizado por Donna McKechnie en Washington, cuando Fosse sufrió un infarto mortal en el Willard Hotel de Washington D. C., en septiembre de 1987, y este falleció en sus brazos.
Verdon era aficionada a los gatos y llegó a tener hasta seis gatos a la vez, cuyas mascotas llevaban nombres como «Feets Fosse», «Junie Moon» y «Tidbits Tumbler Fosse».
Verdon fue una defensora de la salud mental; más tarde, habló abiertamente de los efectos positivos del asesoramiento en salud mental. Además de enseñar danza como forma de terapia, formó parte de la junta directiva del New York Postgraduate Center for Mental Health y recaudó fondos para apoyar la investigación en salud mental.
También se afirmaba que era una gran aficionada al béisbol, e iba a los partidos de día con su hijo explorador. 

## Muerte y legado
Verdon murió de un ataque al corazón el 18 de octubre de 2000, a los 75 años, en casa de su hija en Woodstock, Vermont.  Esa misma noche, a las 20.00 horas, todas las luces de las marquesinas de Broadway se apagaron en homenaje a Verdon.

## Musicales
- Alive and Kicking (1950)
- Can-Can (1953)
- Damn Yankees (1955)
- New Girl In Town (1957)
- Redhead (1959)
- Sweet Charity (1966)
- Children! Children! (1972)
- Chicago (1975)

## Películas
- The King Steps Out (1936)
- The Blonde from Brooklyn (1945)
- On the Riviera (1951)
- David and Bathsheba (1951)
- Meet Me After the Show (1951)
- Dreamboat (1952)
- The I Don't Care Girl (1953)
- The Mississippi Gambler (1953)
- The Farmer Takes a Wife (1953)
- Gentlemen Marry Brunettes (1955), escenas eliminadas
- Damn Yankees (1958)
- Sgt. Pepper's Lonely Hearts Club Band| (1978), cameo
- Creepshow (1982, solo voz)
- Legs (1983)
- The Cotton Club (1984)
- Sanford Meisner: The American Theatre's Best Kept Secret (1985), documental
- Cocoon (1985)
- Nadine (1987)
- Cocoon: The Return (1988)
- Alice (1990)
- Marvin’s Room (1996)

## Premios
- 1953: Premio Theatre World Award como mejor actriz secundaria en un musical (Can-Can)
- 1954: Premio Tony como mejor actriz secundaria en un musical (Can-Can)
- 1956: Premio Tony como mejor actriz principal en un musical (Damn Yankees)
- 1958: Premio Tony como mejor actriz principal en un musical (New Girl In Town)
- 1959: Premio Tony como mejor actriz principal en un musical (Redhead)